# Ермишев, Павел Николаевич
Ермишёв, Павел Николаевич (22 октября 1941 — ?) — советский и российский композитор, музыковед. Автор эстрадных песен (наиболее известны «Жизнь всегда права», «Цвети, Земля моя» и «Юность моя»), романсов и инструментальной музыки.

## Биография
Публиковал статьи о советской эстраде в журналах «Смена» и «Юность». Как композитор сотрудничал с Глебом Горбовским, Андреем Дементьевым, Львом Ошаниным, Яном Гальпериным и другими поэтами. Песни Павла Ермишёва входили в репертуар Николая Караченцова, Тамары Гвердцители, Валентины Толкуновой, Марии Кодряну, Розы Рымбаевой, Ольги Пирагс, Галины Невары, ВИА «Здравствуй, песня». Написал книгу о Тамаре Гвердцители, которая так и не была издана из-за смерти композитора.

## Известные песни
- «Жизнь всегда права» (слова Льва Ошанина), исполняет Николай Караченцов
- «Юность моя» (слова Льва Ошанина), исполняет Тамары Гвердцители
- «Звучи, любовь» (слова Льва Ошанина), исполняет Тамары Гвердцители
- «Цвети, Земля моя» (слова Михаила Суворова), исполняет Роза Рымбаева
- «Осенний романс» (слова Андрея Дементьева), исполняет Валентины Толкуновой
- «Мой край родной» (слова Николая Владимова), исполняет Ольга Пирагс[2][5]